# Air Meles Atas
Air Meles Atas is een bestuurslaag in het regentschap Rejang Lebong van de provincie Bengkulu, Indonesië. Air Meles Atas telt 2254 inwoners (volkstelling 2010).